# Bayou Country
Bayou Country je druhé studiové album americké rockové skupiny Creedence Clearwater Revival. Vydáno bylo v lednu 1969 hudebním vydavatelstvím Fantasy Records a téhož roku jej následovala ještě dvě další alba, Green River (srpen) a Willy and the Poor Boys (listopad). Producentem nahrávky byl frontman kapely John Fogerty. V hitparádě Billboard 200 se album umístilo na sedmé příčce.

## Seznam skladeb
| Pořadí | Název                 | Autor                                     | Délka |
| ------ | --------------------- | ----------------------------------------- | ----- |
| 1.     | Born on the Bayou     | John Fogerty                              | 5:16  |
| 2.     | Bootleg               | John Fogerty                              | 3:03  |
| 3.     | Graveyard Train       | John Fogerty                              | 8:37  |
| 4.     | Good Golly Miss Molly | Robert „Bumps“ Blackwell, John Marascalco | 2:44  |
| 5.     | Penthouse Pauper      | John Fogerty                              | 3:39  |
| 6.     | Proud Mary            | John Fogerty                              | 3:09  |
| 7.     | Keep On Chooglin'     | John Fogerty                              | 7:43  |

## Obsazení
- John Fogerty – zpěv, kytara, harmonika
- Tom Fogerty – kytara, doprovodné vokály
- Stu Cook – baskytara
- Doug Clifford – bicí